# Emilio Oscar Castro (futbolista tucumano)
Emilio Oscar Castro (1910; Tucumán, Argentina - 1988; Tucumán, Argentina) fue un exfutbolista argentino que se desempeñaba como delantero.

## Clubes
| Club                        | País      | Año         |
| --------------------------- | --------- | ----------- |
| Banfield                    | Argentina | 1927 - 1931 |
| River Plate                 | Argentina | 1931 - 1932 |
| Gimnasia y Esgrima La Plata | Argentina | 1936        |